# Takuja Iwanami
Takuja Iwanami (japonsky 岩波 拓也, * 18. června 1994) je japonský fotbalista.

## Klubová kariéra
Hrával za Vissel Kobe a Urawa Red Diamonds.

## Reprezentační kariéra
S japonskou reprezentací se zúčastnil Letních olympijských her 2016.